# Sahelanthropus tchadensis
A Sahelanthropus tchadensis egy kihalt faj a Hominini tribusból, amely körülbelül 7 millió évvel ezelőtt, a késő miocén földtörténeti korban élt. Felfedezése jelentősen hozzájárult az emberi evolúció korai szakaszáról alkotott képünkhöz, mivel a ma ismert legkorábbi potenciális hominin képviselők közé tartozik. Vélhetően nagyon közel élt az ember-csimpánz evolúciós szétválás időpontjához. Jelentőségét elsősorban rendkívüli kora és a lelőhelye adja. A fosszilis leletek között a legismertebb a "Toumaï" becenevű, viszonylag teljes koponya, amelyet számos további, a fajhoz kapcsolt csontmaradvánnyal együtt tártak fel Csádban. Az elmúlt évtizedekben folytatott intenzív kutatások és elemzések ellenére a faj rendszertani besorolása, az emberi evolúciós vonalban betöltött pontos szerepe és különösen a járásmódja továbbra is élénk tudományos viták tárgyát képezi.

## Kövületek
A *Sahelanthropus tchadensis* fosszilis maradványai egy viszonylag kis méretű, körülbelül 7 millió éves koponyát (a "Toumaï" néven ismert TM 266-01-060-1 leletet), a hozzá tartozó öt állkapocstöredéket és néhány különálló fogat tartalmaznak. A fosszíliákban megfigyelhetők olyan anatómiai jellemzők, amelyek egyaránt tekinthetők származtatottnak (fejlettebb, a későbbi homininekre jellemző) és primitívnek (ősibb, a korai emberszabású majmokéra emlékeztető). Sokáig a kutatók elsősorban a koponyára és a fogazatra hagyatkoztak a faj jellemzésénél, mivel nem találtak egyértelműen azonosítható koponya alatti (posztkraniális) csontmaradványokat. Ez kezdetben jelentősen megnehezítette a faj járásmódjának pontos meghatározását.
Az egyetlen ismert koponya (Toumaï) jelentős mértékben deformálódott a fosszilizáció folyamata és a felfedezést követő kiemelés során. A koponya különösen a dorzoventrális (háti-hasi) tengely mentén tűnik lapítottnak, és a jobb oldala észrevehetően összenyomódott. Ez a torzulás komoly kihívások elé állította a kutatókat a koponya eredeti alakjának háromdimenziós rekonstruálása során, és a mai napig nehézséget jelent a pontos anatómiai következtetések levonásában, különösen az agytérfogat becslése és a kétlábúsággal kapcsolatos koponyajegyek értelmezése terén.
A későbbi kutatások és a lelőhely további átvizsgálása során előkerült néhány végtagcsont is (köztük egy combcsont és két singcsont), amelyeket a Sahelanthropus tchadensis maradványaihoz kapcsoltak. Ezek a csontok újabb, kulcsfontosságú információkkal gazdagították a fajról alkotott képet, különösen a mozgás és a lehetséges járásmód tekintetében, bár a pontos értelmezésük továbbra is vita tárgyát képezi.

## Felfedezése
A *Sahelanthropus tchadensis* típuspéldányát, a TM 266-01-060-1 kódszámú koponyát 2002-ben a francia Michel Brunet paleontológus vezette francia-csádi kutatócsoport fedezte fel Csádban, a Djurab-sivatag északi részén található Toros-Menalla lelőhelyen. A leletanyag egy csaknem teljesen ép, mintegy 7 millió éves koponyát, a hozzá tartozó állkapocs több darabját és néhány különálló fogat tartalmazott. A felfedezés rendkívüli jelentőséggel bírt a paleoantropológiában, mivel ez volt az első olyan korai hominin maradvány, amelyet a kelet-afrikai Nagy-hasadékvölgytől (Rift Valley) nyugatra találtak meg. Ez a lelőhely a völgytől mintegy 2500 kilométerre nyugatra fekszik, jelentősen kitágítva a korai homininek feltételezett elterjedési területéről alkotott korábbi elképzeléseket.
A legfontosabb leletet Toumaïnak nevezték el, ami a helyi goran (tubou) nyelven azt jelenti, hogy „élet reménye”. Ezt a nevet gyakran adják a csecsemőknek a nehéz, száraz időszakokban született gyermekeknél, utalva a felfedezés idejére. A tudományos név, a *Sahelanthropus tchadensis* is a lelőhelyre utal: a "Sahel" a Szahara déli peremvidékét jelenti, az "anthropus" görög eredetű szó, jelentése "ember", a "tchadensis" pedig a lelőhely országára, Csádra utal. A latin név tehát nagyjából a következőképpen fordítható magyarra: "száheli ember Csádból".

## Jellemzői
A Toumaï koponya részletes vizsgálata során a kutatók megállapították, hogy a *Sahelanthropus tchadensis* agytérfogata viszonylag kicsi volt, mindössze 320 cm³ és 380 cm³ közötti értéket mutatott. Ez a méret nagyságrendileg hasonló a mai csimpánzok átlagos agytérfogatához (300-400 cm³) és jelentősen kisebb a modern ember átlagos agytérfogatánál, ami megközelítőleg 1350 cm³. Ez az alacsony agytérfogat összhangban van azzal a feltételezéssel, hogy a faj az emberi evolúciós vonal igen korai, még kevésbé fejlett képviselője lehetett.
A faj fogai, különösen a szemfogak mérete és alakja, valamint a szemöldökíve és az arc általános szerkezete eltér a modern *Homo sapiens*-étől, de számos olyan jellegzetességet mutat, amely a későbbi, egyértelműen homininnek tartott fajokra emlékeztet. Arcszerkezete a korabeli majmokhoz képest viszonylag laposabb, a szemöldökíve feltűnően vastag és kiálló. Fogsora inkább U alakú formát mutat, de szemfogai feltűnően kicsik a korabeli emberszabású majmokéhoz képest. A foramen magnum (öreglyuk), ahol a gerinc a koponyához csatlakozik, viszonylag elülső helyzetűnek tűnik a koponyalapon. Ezek a jellegzetességek együttesen arra utalhatnak, hogy a faj átmeneti helyzetet foglalt el az emberszabású majmok és a korai homininek között, vagy a hominin vonal korai diverzitását tükrözi.
A legintenzívebb tudományos vita a Sahelanthropus esetében a járásmódjával kapcsolatos, vagyis hogy képes lehetett-e a két lábon való járásra (bipedalizmusra), ami az emberi evolúciós vonal egyik meghatározó jellemzője. Mivel kezdetben nem találtak egyértelmű koponya alatti csontmaradványokat, a kérdést főként a koponya anatómiai jegyei alapján próbálták eldönteni. A koponya deformálódott állapotából adódó nehézségek ellenére, Christoph Zollikofer vezette kutatócsoport háromdimenziós rekonstrukciók segítségével az öreglyuk (foramen magnum) elülső helyzetéből arra következtetett, hogy a Toumai már képes lehetett a két lábon való járásra, vagy legalábbis a bipedális testtartásra bizonyos helyzetekben.
Az öreglyukat vizsgáló elsődleges tanulmány vezető szerzői feltételezték, hogy a két lábon járó járásmód használata észszerű következtetésnek tűnik, mivel a koponyalap morfológiája számos ponton hasonlóságot mutat a későbbi, egyértelműen kétlábúnak tekintett homininákéval. Néhány paleontológus azonban határozottan vitatja ezt az értelmezést. Brigitte Senut francia antropológusnő és kollégái, akik az Orrorin tugenensis nevű másik korai hominin felfedezői voltak, kijelentették, hogy sem a koponyalap alakja, sem a fogazat és az arcvonások nem mutatnak olyan egyértelmű adaptációkat, amelyek a Hominini kládba való besorolást vagy a rendszeres kétlábúság meglétét bizonyítanák. Ezek a kutatók arra is rámutatnak, hogy a szemfogak kopási mintázata sokkal inkább hasonlít más miocén kori majmokéhoz, mint a későbbi homininekéhez, ami egy gorilla-szerű fajra utalhat.
A *Sahelanthropus tchadensis* mozgásformájával kapcsolatos vita újabb fejezete nyílt 2022 augusztusában, amikor a CNRS (Francia Nemzeti Tudományos Kutatási Központ) és a Poitiers-i Egyetem kutatói részletesen elemeztek három végtagcsontot – egy bal combcsontot és két singcsontot –, amelyeket a Toumaï-jal azonos rétegből, annak közelében találtak, és morfológiai alapon a fajhoz kapcsoltak. Kutatási eredményeik szerint a combcsont szerkezete és biomechanikai jellemzői erősen arra utalnak, hogy a faj képes lehetett, sőt, rendszeresen is járhatott két lábon. Ezzel egyidejűleg a singcsontok morfológiája olyan jellegzetességeket mutat, amelyek azt jelzik, hogy a fán való mozgás, valószínűleg négy végtagot (quadrupedalizmus) használó mászás és függeszkedés képességét is megőrizte. Ez a kettős lokomóciós stratégia, a bipedalizmus és az arboreális mozgás kombinációja, arra utal, hogy a kétlábúság már igen korán megjelenhetett az emberi evolúció során, de a fán való élethez való alkalmazkodás is hosszú ideig fennmaradt a korai homininek körében, nem volt azonnali és teljes átállás a talajon való életre. 
A tudományos vita azonban továbbra sem zárult le véglegesen. 2024 júliusában a Max Planck Evolúciós Antropológiai Intézet kutatócsoportja újraelemezte a Sahelanthropus combcsontját, kiemelten a külső és belső anatómiai jellemzőit vizsgálva, amelyeket a mozgásformával hozhatóak összefüggésbe. Részletes elemzésük szerint sem a csontok külső morfológiája, sem a belső strukturális jellemzői (például a csontgerendák elrendeződése) nem támasztják alá meggyőzően a rendszeres két lábon járás meglétét. Tanulmányuk szerint a combcsont jellemzői jobban egyeztethetők más korai homininák vagy akár emberszabású majmok mozgásformáival, és feltehetően nem utalnak egyértelműen arra, hogy a Sahelanthropus már a modern értelemben vett bipedális mozgást végezte volna. Ez a tanulmány jelentősen megkérdőjelezi a korábbi, a bipedalizmust támogató kutatási eredményeket, és arra utal, hogy a Sahelanthropus feltehetően nem volt rendszeres kétlábú, hanem inkább egy még kevéssé hatékony, esetleg alkalmi kétlábú, vagy egy átmeneti, mára kihalt mozgásformát képviselhetett az evolúció során.  Mindez azt jelenti, hogy a Sahelanthropus mozgásformája és a kétlábúság megjelenésének korai története továbbra is intenzív kutatások és élénk viták tárgya a paleoantropológia területén.

## Kapcsolata az emberrel és a csimpánzzal
A *Sahelanthropus tchadensis* evolúciós jelentősége és pontos rendszertani helyzete az emberszabású majmok és az ember fejlődési vonalán máig tudományos viták tárgyát képezi. Egyes kutatók szerint a faj az ember és a csimpánzok utolsó közös ősének közeli rokona lehetett, vagy akár közvetlenül az emberi evolúciós vonal legkorábbi ismert képviselője. Mások szerint azonban morfológiai jellemzői (különösen a koponya és a fogazat bizonyos vonásai) alapján inkább egy korai emberszabású majom, esetleg egy proto-gorilla lehetett, amely nem áll közvetlen rokonságban az emberi fejlődési vonallal, hanem egy mára kihalt oldalágat képvisel. Ezzel kapcsolatban még nem alakult ki széles körű konszenzus a tudományos közösségben. Ha az eredeti elhelyezése helytálló, miszerint az emberi evolúciós vonal nagyon korai képviselője, de nem áll közvetlen kapcsolatban a csimpánzok fejlődési vonalával, az jelentősen bonyolítaná az emberi törzsfejlődésről alkotott képünket, és arra utalna, hogy a szétválás után a hominin vonalban korán megjelentek már olyan jellegzetességek, amelyek korábban csak sokkal későbbi, fejlettebb formákra voltak jellemzők.
Különösen izgalmas kérdéseket vet fel a lelet, ha a Toumaï valóban közvetlen emberi ősnek tekinthető, mivel arcvonásainak és koponyájának bizonyos jellemzői kétségessé tennék az Australopithecus fajok korábban széles körben feltételezett központi, közvetlen ősi helyzetét az emberi evolúcióban. A Sahelanthropus megvastagodott szemöldökíve például felszínes hasonlóságot mutat néhány későbbi hominináéval (nevezetesen a Homo erectuséval), ugyanakkor a szemöldökív pontos morfológiája jelentősen eltér minden ismert australopithecin fajétól, valamint a legtöbb fosszilis hominináétól és a mai emberétől is. Ez a sajátos anatómiai kombináció arra utalhat, hogy az emberi evolúció korai szakasza jóval összetettebb és változatosabb lehetett, több párhuzamosan létező ággal, mint azt korábban feltételezték.
Egy másik lehetőség, hogy a Toumaï kapcsolatban áll mind az emberekkel, mind a csimpánzokkal, de egyik csoportnak sem közvetlen őse, hanem egy olyan oldalágat képvisel, amely később kihalt. Brigitte Senut és Martin Pickford, akik a Toumaï-t inkább egy gorilla-szerű fajnak tartják, szerint morfológiai jellemzői jobban összhangban állnak egy nőstény proto-gorilla elképzelésével. Még ha ezt az állítást későbbi kutatások megerősítenék is, a lelet akkor sem veszítené el jelentőségét, hiszen jelenleg rendkívül kevés olyan fosszíliát ismerünk, amely a csimpánzok vagy a gorillák ősi rokonainak tekinthető Afrikában. Így ha az S. tchadensis valóban a csimpánzok vagy a gorillák egy ősi, 7 millió évvel ezelőtti rokona lenne, akkor is a ma ismert legkorábbi tagja lenne ennek a származási vonalnak.
Az S. tchadensis felfedezése és vizsgálata arra is rávilágított, hogy az emberek és a csimpánzok utolsó közös őse valószínűleg jelentősen különbözött a mai csimpánzoktól, ellentétben azzal, amit korábban számos paleontológus feltételezett a csimpánz-szerű ősre vonatkozó elképzelések alapján. Ez a felismerés jelentősen átformálta az emberi evolúció korai szakaszáról alkotott tudományos elképzeléseket, hangsúlyozva az emberszabású majmok és a korai homininek morfológiai és viselkedési sokféleségét. 
Egy további jelentős szempont a *Sahelanthropus* korának és az ember-csimpánz szétválás becsült időpontjának összevetése. Egy 2012-ben megjelent átfogó genetikai kutatás, amely a molekuláris óra finomításán alapult, azt sugallta, hogy az ember-csimpánz evolúciós szétválás időpontja korábbra tehető, mint ahogy azt sokan korábban feltételezték, lehetséges, hogy 7-13 millió évvel ezelőttre. Bár a becslések folyamatosan finomodnak (napjainkban sok kutató 7-8 millió év közé teszi a szétválást), ez az időkeret már jobban összhangban áll a Sahelanthropus 7 millió éves korával. Ez az egyezés megerősítheti azoknak a kutatóknak az álláspontját, mint például Tim D. White (University of California), akik szerint a Sahelanthropus nem "túl korai" ahhoz, hogy az emberi evolúciós vonal képviselője legyen, és a molekuláris adatok nem zárják ki ezt a lehetőséget.
A *Sahelanthropus tchadensis* korának meghatározásához a kozmogenikus atomok üledék izotóp analízisét alkalmazták, amely szerint a fosszíliák körülbelül 7 millió évesek. Ezt a kormeghatározást alátámasztják a lelőhelyen talált kísérő fauna, különösen a jellegzetes, már kihalt emlősfajok, mint például a Libycosaurus petrochii és a Nyanzachoerus syrticus jelenléte, amelyek korát jól ismerjük. Ezek a fajok nagy valószínűséggel már kihaltak 6 millió évvel ezelőttre, így jelenlétük megerősíti a 7 millió év körüli datálást. 
Azonban fontos figyelembe venni azt a tudományos aggályt, hogy a kövületeket nem rétegzett, hanem laza homokos üledékben találták meg, ami bizonyos fokú óvatosságra int a kormeghatározás precizitását illetően, különösen az egyes fosszíliák pontos kontextusát illetően. A társfelfedező, Alain Beauvilain figyelmeztet arra, hogy az ilyen típusú laza üledéket könnyen áthelyezheti a szél vagy más természeti erők, ellentétben a jól rétegzett, tömörödött földdel, így a 7 millió éves datálás bizonyos mértékű bizonytalanságot hordoz az egyedi leletekre nézve.  Valójában fennáll annak a lehetősége, hogy a Toumaï fosszíliái a közelmúltban, geológiai értelemben véve, újratelepültek vagy áthelyeződtek eredeti pozíciójukból. A részletes tafonómiai elemzés (a fosszilizáció folyamatát vizsgáló tudományág) feltárta egy, esetleg két újratemetődés lehetőségét is a leletek történetében. Figyelemre méltó, hogy két másik hominin kövületet is találtak (egy bal combcsontot és egy alsó állkapcsot) ugyanabban a "sírban", különböző más emlős maradványok társaságában. A kövületeket közvetlenül körülvevő üledék ezért feltehetően nem azonos azzal az anyaggal, amely a csontokat eredetileg konzerválta, ami szükségessé teszi a kövületek pontos rétegtani pozíciójának és korának megerősítését más, független kormeghatározási módszerekkel, bár a fauna alapján a 7 millió év körüli kor általánosan elfogadott. 
A *Sahelanthropus tchadensis* felfedezése azért is osztja meg a paleoantropológus közösséget, mert jelentősen megkérdőjelezi a korábban széles körben elfogadott „East Side Story" elméletet, amelyet Yves Coppens francia paleontológus fogalmazott meg 1980-ban. Ez az elmélet azt feltételezte, hogy a hominidák evolúciója kizárólag a kelet-afrikai Nagy-hasadékvölgytől keletre zajlott, míg az emberszabású majmok attól nyugatra fejlődtek tovább egy közös ősből, mintegy a völgy által elválasztva. A Toumai fosszíliáit azonban a Nagy Hasadékvölgytől mintegy 2500 km-rel nyugatra találták, tehát az elmélet szempontjából egy korábban nem várt helyen, ami újraértelmezésre és felülvizsgálatra készteti a korai emberi evolúció feltételezett földrajzi központjáról alkotott elképzeléseinket.
A Sahelanthropus körüli tudományos vitákban és az eredmények interpretációjában gyakran felfedezhető egyfajta nemzeti tudományos rivalizálás is, különösen az angolszász és francia kutatócsoportok között, ami tovább színesíti és időnként bonyolítja a tisztán tudományos diskurzust. Ez a jelenség nem példa nélküli a paleoantropológia történetében, ahol a jelentős, paradigmatikus felfedezések gyakran váltanak ki erős szakmai, sőt nemzeti érzelmeket és eltérő interpretációkat. Ennek ellenére a Sahelanthropus tchadensis továbbra is az egyik legfontosabb és legtöbbet vizsgált fosszília a korai emberi evolúció kutatásában.

## Lásd még
Az emberfélék fosszíliáinak listája

### Angol nyelven
- Toumaï
- Sahelanthropus tchadensis
- Toumaï, the face of the deep
- Monkey or man? Toumai, hailed as our oldest ancestor, is stirring ancient scientific rivalries
- www.chez.com/paleotchad
- site.voila.fr Archiválva 2008. június 5-i dátummal a Wayback Machine-ben
- toumai.site.voila.fr Archiválva 2009. április 26-i dátummal a Wayback Machine-ben

### Magyar nyelven
- Mégsem Kelet-Afrikából ered az emberiség?